# Italienische Meisterschaften im Skispringen 2020
Die italienischen Meisterschaften im Skispringen 2020 fanden am 25. Oktober 2020 in Predazzo statt. Die Wettbewerbe wurden auf der Trampolino-dal-Ben-Normalschanze (HS 106) abgehalten. Italienische Meister wurden der Kombinierer Samuel Costa sowie Lara Malsiner, während sich Francesco Cecon und Jessica Malsiner die Juniorentitel holten. Die Meisterschaften fanden unter Ausschluss der Öffentlichkeit statt.

## Ergebnisse

### Frauen
Das Meisterschaftsspringen der Frauen fand ohne Titelverteidigerin Elena Runggaldier statt, die nach der Saison 2019/20 ihre Karriere beendet hatte. Italienische Meisterin wurde Lara Malsiner, die diesen Titel zum zweiten Mal gewann.
| Platz | Name               | Verein                 | Weite 1 | Weite 2 | Punkte |
| ----- | ------------------ | ---------------------- | ------- | ------- | ------ |
| 01.   | Lara Malsiner      | GS Fiamme Gialle       | 102,0   | 100,0   | 238,0  |
| 02.   | Jessica Malsiner   | SC Gardena             | 093,0   | 091,0   | 210,5  |
| 03.   | Veronica Gianmoena | SC Gardena             | 090,5   | 087,5   | 201,0  |
| 04.   | Manuela Malsiner   | SCI Monte Lussari      | 090,0   | 086,5   | 197,0  |
| 05.   | Annika Sieff       | SCI Monte Lussari      | 085,5   | 081,5   | 177,0  |
| 06.   | Camilla Comazzi    | Bachmann Sport College | 083,0   | 076,0   | 154,5  |
| 07.   | Martina Zanitzer   | SCI Monte Lussari      | 078,5   | 079,5   | 154,0  |
| 08.   | Daniela Dejori     | SC Gardena             | 080,5   | 076,5   | 152,5  |

### Männer
Das Meisterschaftsspringen der Männer fand ohne den Mitfavoriten Alex Insam statt, da dieser mit einer Muskelverletzung kurzfristig ausfiel. Der Titelverteidiger Giovanni Bresadola zeigte zwar den weitesten Sprung, kam dabei jedoch zu Fall. Da der erste Durchgang abgebrochen wurde, kam lediglich der zweite Sprung in die Wertung. Italienischer Meister wurde überraschend Samuel Costa, der eigentlich in der Nordischen Kombination aktiv ist. Silber gewann mit Francesco Cecon der jüngste Sohn Roberto Cecons. Es kamen 13 Athleten in die Wertung.
| Platz | Name               | Verein                 | Weite 1 | Weite 2 | Punkte |
| ----- | ------------------ | ---------------------- | ------- | ------- | ------ |
| 01.   | Samuel Costa       | Fiamme Oro             | –       | 094,5   | 113,5  |
| 02.   | Francesco Cecon    | Bachmann Sport College | –       | 095,0   | 113,0  |
| 03.   | Giulio Bezzi       | CS Esercito            | –       | 095,0   | 112,0  |
| 04.   | Aaron Kostner      | Fiamme Oro             | –       | 092,5   | 109,0  |
| 05.   | Daniel Moroder     | SC Gardena             | –       | 093,0   | 108,5  |
| 06.   | Iacopo Bortolas    | US Dolomitica          | –       | 093,0   | 107,5  |
| 07.   | Andrea Campregher  | SC Gallio              | –       | 092,0   | 105,5  |
| 08.   | Mattia Galiani     | SC Gardena             | –       | 090,5   | 104,0  |
| 09.   | Giovanni Bresadola | GS Monte Giner ASD     | –       | 097,0   | 097,0  |
| 10.   | Stefano Radovan    | GS Fiamme Gialle       | –       | 085,5   | 092,0  |

### Juniorinnen
| Platz | Name             | Verein                 | Weite 1 | Weite 2 | Punkte |
| ----- | ---------------- | ---------------------- | ------- | ------- | ------ |
| 01.   | Jessica Malsiner | SC Gardena             | 093,0   | 091,0   | 210,5  |
| 02.   | Annika Sieff     | SCI Monte Lussari      | 085,5   | 081,5   | 177,0  |
| 03.   | Camilla Comazzi  | Bachmann Sport College | 083,0   | 076,0   | 154,5  |

### Junioren
| Platz | Name            | Verein                 | Weite 1 | Weite 2 | Punkte |
| ----- | --------------- | ---------------------- | ------- | ------- | ------ |
| 01.   | Francesco Cecon | Bachmann Sport College | –       | 095,0   | 113,0  |
| 02.   | Daniel Moroder  | SC Gardena             | –       | 093,0   | 108,5  |
| 03.   | Iacopo Bortolas | US Dolomitica          | –       | 093,0   | 107,5  |